# Agyament Harry
Az Agyament Harry (eredeti cím: Deconstructing Harry) 1997-ben bemutatott amerikai sötét homorú filmvígjáték, melyet Woody Allen írt és rendezett.

## Rövid történet
A film egy zavaros életet élő író története, aki a saját életének epizódjait írja meg novelláiban, ezzel újabb groteszk bonyodalmakat okoz hozzátartozói és barátai számára. Nem nehéz párhuzamot találni saját élete és a főszereplő Harry Block figurája között.

## Cselekmény
|  | Alább a cselekmény részletei következnek! |

Block, a sikeres író egy kitüntetés átvételére indul egykori főiskolájára – ahonnan annak idején eltanácsolták. Az utazásra magával visz egy prostituáltat, egy régi ismerősét, aki állandóan infarktustól retteg (végül meg is hal az autóban) és az elvált nejével élő kisfiát, akit az anyja beleegyezése nélkül hoz el iskolájából.
Az utazás során megélt kalandok kapcsán visszaemlékszik élete különböző fejezeteire, amelyek összevegyülnek különböző novelláiban megírt kitalált és valós személyeket érintő szatirikus történetekkel. Megjelennek a nők, akiket szeretett és akiket jórészt saját hibájából veszített el és akik miatt újabb és újabb lelkiismereti válságokat él át. Eközben sajátos, zsidóságában bizonytalan és mindent elsöprő neuraszténiáját átélő, önsajnálatba merülő személyisége uralja viselkedését.
Végül megtalálja lelki békéjét a képzeletében létező figurák között, elszakadva a valóságtól és a való élet problémáitól.
|  | Itt a vége a cselekmény részletezésének! |

## Szereplők
| Színész             | Szerep            | Magyar hang      |
| ------------------- | ----------------- | ---------------- |
| Woody Allen         | Harry Block       | Pálfai Péter     |
| Woody Allen         | Harry Block       | Kern András      |
| Richard Benjamin    | Ken               | Szokolay Ottó    |
| Kirstie Alley       | Joan              | Bánsági Ildikó   |
| Billy Crystal       | Larry / Ördög     | Harsányi Gábor   |
| Billy Crystal       | Larry / Ördög     | Józsa Imre       |
| Judy Davis          | Lucy              | Prókai Annamária |
| Bob Balaban         | Richard           | Háda János       |
| Julie Kavner        | Grace             | Hirling Judit    |
| Elisabeth Shue      | Fay Sexton        | Solecki Janka    |
| Tobey Maguire       | Harvey Stern      | Markovics Tamás  |
| Jennifer Garner     | nő a liftben      |                  |
| Paul Giamatti       | Abbott professzor |                  |
| Stanley Tucci       | Paul Epstein      | Katona Zoltán    |
| Julia Louis-Dreyfus | Leslie            | Biró Anikó       |
| Mariel Hemingway    | Beth Kramer       |                  |
| Robin Williams      | Mel               | Maros Gábor      |
| Hazelle Goodman     | Cookie Williams   | Makay Andrea     |
| Eric Bogosian       | Burt              | Rudas István     |
| Demi Moore          | Helen             | Tóth Enikő       |
| Caroline Aaron      | Doris Block       | Martin Márta     |
| Eric Lloyd          | Hilliard Block    | Czető Roland     |
| Amy Irving          | Jane              | Ullmann Zsuzsa   |
| Viola Harris        | Elsie             | Várnagy Kati     |
| Victoria Hale       | nő a cipőboltban  |                  |
| Shifra Lerer        | Dolly             | Kassai Ilona     |

## Díjak és jelölések
A filmért Woody Allent jelölték a legjobb eredeti forgatókönyvnek járó Oscar-díjra. Emellett jelölték a Golden Satellite Award díjra a legjobb filmként.